# Ionympha
Ionympha is een geslacht van vliesvleugeligen uit de familie Eulophidae. De wetenschappelijke naam van dit geslacht is voor het eerst geldig gepubliceerd in 1959 door Graham.

## Soorten
Het geslacht Ionympha omvat de volgende soorten:
- Ionympha carne (Walker, 1839)
- Ionympha ochus (Walker, 1839)